# 扎沃尔日斯基农村居民点
扎沃尔日斯基农村居民点（俄语：Заволжское сельское поселение）是俄罗斯联邦伏尔加格勒州帕拉索夫卡区所属的一个农村居民点。其下辖有3个居民点，行政中心为扎沃尔日斯基。据2016年统计，该农村居民点的人口为2674人。